# Oligia virgata
Oligia virgata är en fjärilsart som beskrevs av Tutt 1891. Oligia virgata ingår i släktet Oligia och familjen nattflyn. Inga underarter finns listade i Catalogue of Life.